# Benet Torija de Sant Antoni
Benet Torija de Sant Antoni (Cardona, Bages, 1736 - 10 de gener de 1802) va ser un ermità català.
Després de vestir l'hàbit, el 2 de juliol de 1762, Torija professà el 3 de juliol de 1763. Hi ha constància que l'1 de juny de 1789 vivia a l'ermita de Santa Caterina, segons Francisco de Zamora. Morí el 10 de gener de 1802.